# Noura
Noura (àrab: نورة, Nūra) (Sidi Amar, 26 d'abril de 1938 - 10è districte de París, 1 de juny de 2014) fou una cantant algeriana en àrab i amazic, amb nom de naixement Fatima Zohra Badji. Es va casar amb el cantautor Kamel Hamadi, amb qui formà una parella llegendària en el món àrab.

## Biografia
Noura nasqué a Sidi Amar (antigament Zuric), al peu del Mont Chenoua, i respon sempre: «el meu Zuric de Cherchell és més bonic que el Zuric suís».
A la dècada dels 1950 va començar a treballar a la ràdio d'Alger, amb un programa infantil. Segons la investigadora Naima Huber-Yahi, «va cridar l'atenció actuant en obres de teatre i operetes. Aviat esdevingué una de les més grans cantants algerianes de l'època», amb títols com Ya Ma Goulili de Mahboub Bati.
Arribada a l'estat francés el 1959, va descobrir París i la família extensa de cantants nord-africans exiliats. Va tenir molt d'èxit amb la diàspora nord-africana, i el 25 de febrer del 1960 es va casar amb el cantant i compositor Kamel Hamadi, que va compondre gran part del seu repertori, en àrab i cabilenc. Les primeres composicions que va signar el seu marit foren Ya Welfi Älech Del Djfa i Ya Ouled El Houma (Els infants del barri). També cantaran a duet, en cabilenc, títols que s'han convertit en clàssics del repertori popular algerià, com ara Ruḥ Rebbi Ad Isahel (Ves en pau), Anwa I S-Yennan (Qui ho hauria dit).
Va gravar vídeos musicals en la dècada dels 1970 i va continuar la seua carrera a banda i banda de la Mediterrània amb el seu marit, Kamel Hamadi. Veu femenina de l'exili, l'artista acompanyà la joventut immigrant amb les seues cançons nostàlgiques que recorden tots els racons d'Algèria. Les seues cançons, compostes, gravades i interpretades a la vora del Sena, encara ressonen a Algèria i a la diàspora algeriana de l'estat francés.
Noura fou molt popular perquè era una de les rares cantants no cabilenca (de Cabília) d'aquella època què cantaven alhora en àrab, amazic i francés. Entre els seus èxits populars hi ha Ya Rabbi Sidi, Maniche Mena, Aïn El Karma, Imawlan Ugin i Adrar N Jaṛjaṛ Eɣlayen. També gravà un àlbum en francés en què interpretà Une Vie de Michel Berger. Va obtenir un disc d' or el 1970 per haver venut un milió d'àlbums.
El seu treball fou recompensat l'any 2008 quan ella i el seu marit reberen la insígnia de Dama i Cavaller de l'Orde de les Arts i les Lletres en nom de la República Francesa, presentada per membres del grup Zebda. Aquesta consagració és el símbol de la influència de la cultura amazic a l'estat francés.
Va morir a París l'11 de juny del 2014 després d'una llarga malaltia. Noura ha estat, amb Hnifa, Saloua, Bahia Farah i Warda al-Jazairia, l'hereva d'Umm Kulthum. Tots han deixat empremta en la música algeriana, fent de l'escenari un espai de llibertat i d'alliberament.